# Marinella Canclini
Marinella Canclini (Bormio, 27 febbraio 1974) è un'ex pattinatrice di short track italiana.
È stata campionessa del mondo nella staffetta 3000 metri ai campionati mondiali de L'Aia 1996, con le compagne Mara Urbani, Katia Colturi e Barbara Baldissera.
Ha rappresentato l'Italia a quattro edizioni consecutive dei giochi olimpici: Albertville 1992, Lillehammer 1994, Nagano 1998 e Salt Lake City 2002.